# Танаджиб/Зулуф – ГПЗ Танаджиб
Танаджиб/Зулуф – ГПЗ Танаджиб – трубопровідна система, що входитиме до інфраструктури саудійського газопереробного заводу Танаджиб, запуск якого запланований на 2025 рік.
ГПЗ Танаджиб працюватиме як з ресурсом газових покладів та газової шапки родовища Марджан, так і попутним газом родовищ Марджан, Зулуф та Сафанія. Для доставки останнього споруджується система, яка включатиме:
- трубопровід TNTNGG-1 (Tananjib Tanajib Gas Gathering-1) діаметром 600 мм та довжиною 28 км, який сполучатиме розширений береговий комплекс підготовки нафти Танаджиб (обслуговує родовище Марджан) та газопереробний завод Танаджиб;
- ділянку ZFBGT-1 (Zuluf Berri Gas Trunkline-1) діаметром 450 мм, яка прямуватиме від нового берегового комплексу підготовки нафти родовища Зулуф до 22-го кілометру трубопровідного коридору Сафанія – Хурсанія, де, зокрема, проходять газопроводи Сафанія – Джуайма та Танаджиб – Беррі;
- ділянку SJTNGT-1 (Safaniyah Juaimah Tananjib Gas Trunkline-1) діаметром 600 мм та довжиною 15 км, що пролягатиме від 22-го кілометру трубопровідного коридору Сафанія – Хурсанія до газопереробного заводу Танаджиб.
Таким чином, існуватиме можливість за потреби спрямовувати попутний газ не лише на ГПЗ Танаджиб, але і на ГПЗ Хурсанія та ГПЗ Беррі.
Крім того, оскільки на ГПЗ Танаджиб також провадитимуть підготовку конденсату, для його доставки прокладуть конденсатопроводи:
-  ZFBCL-1 (Zuluf Berri Condensate Line-1) діаметром 250 мм, який прямуватиме від нового берегового комплексу підготовки нафти родовища Зулуф до 22-го кілометру трубопровідного коридору Сафанія – Хурсанія, де, зокрема, проходить конденсатопровід Сафанія – Хурсанія – Беррі;
- SBTNCL-1 (Safaniyah Berri Tanajib Condensate Line-1) діаметром 300 мм та довжиною 15 км, що пролягатиме від 22-го кілометру трубопровідного коридору Сафанія – Хурсанія до газопереробного заводу Танаджиб.
Як наслідок, конденсат також можна буде за потреби спрямовувати на південь до ГПЗ Хурсанія та ГПЗ Беррі.